# ニューシネマワークショップ
ニューシネマワークショップ(略称：NCW）は、東京都渋谷区ある、映画業界に携わる人材育成を目的としたワークショップ。制作だけではなく、配給・宣伝についても学ぶことができるコースがあるのが特徴。

## 概要
映画を「つくる人」と「みせる人」を養成する学校として1997年（平成9年）に設立。以来、［つくる］コースでは数多くの映画監督を輩出しており、卒業生には映画監督の今泉力哉や脚本家の生方美久がいる。また、［みせる］コースでも多くの卒業生が映画業界の配給会社や宣伝会社などに在籍している。就職先実績の一例として、東宝株式会社、東映株式会社、松竹株式会社、そしてワーナー ブラザース ジャパン合同会社などが挙げられる。

## カリキュラム
4月コース（4～9月）と10月コース（10～3月）があり、各コースを半年間で修了できる。また、2024年11月時点で以下の通り大きく2つのカリキュラムに分かれている。
［つくる］コース
映画監督になりたい人や脚本家を目指す人を対象としたコース。ベーシック／アドバンスの2クラスがあり、ともにレクチャーは週1回で半年間のカリキュラムになっている。アドバンスを修了すると「制作部」に所属することが可能で、修了後も映画制作のサポートが受けられる。また、受講生の実習作品や卒業生が制作した作品を劇場上映する映画祭「MOVIES-HIGH（ムビハイ）」も開催している。
［みせる］コース
映画をみせる仕事（配給・宣伝など）に就きたい人を対象としたコース。ベーシック／アドバンスの2クラスがあり、レクチャーはそれぞれ週1回、または2回で半年間のカリキュラムとなっている。アドバンスを修了すると「配給部」に所属することが可能で、映画業界への就職・転職のための求人サポートを受けることができる。

## 主な卒業生と代表作品（［つくる］コース）
- 深川栄洋（1999年修了）：『白夜行』『神様のカルテ』『ドクター・デスの遺産-BLACK FILE-』『法定遊戯』
- 森義隆（1999年修了）：『ひゃくはち』『宇宙兄弟』『聖の青春』『パラレルワールド・ラブストーリー』
- 吉野竜平（2003年修了）：『スプリング、ハズ、カム』『君は永遠にそいつらより若い』『ファンファーレ』
- 今泉力哉（2005年修了）：『愛がなんだ』『窓辺にて』『ちひろさん』『アンダーカレント』『からかい上手の高木さん』
- 飯塚俊光（2008年修了）：『独裁者、古賀。』『ポエトリーエンジェル』『踊ってミタ』
- 中川駿（2012年修了）：『尊く厳かな死』『カランコエの花』『少女は卒業しない』『か「」く「」し「」ご「」と「』
- 石橋夕帆（2012年修了）：『左様なら』『朝がくるとむなしくなる』
- 佐藤快磨（2012年修了）：『ガンバレとかうるせぇ』『泣く子はいねぇが』
- 野本梢（2013年修了）：『透明花火』『愛のくだらない』
- 川崎僚（2014年修了）：『SEASONS OF WOMAN』『Eggs 選ばれたい私たち』
- 葉名恒星（2018年修了）：『愛うつつ』『きみとまた』
- 東かほり（2018年修了）：『ほとぼりメルトサウンズ』『とりつくしま』
- 生方美久（2020年修了）：『silent』『いちばんすきな花』『海のはじまり』

## 主な就職実績（［みせる］コース）
- アスミック・エース
- 映画.com
- HJホールディングス（Hulu）
- KADOKAWA
- ギャガ
- 松竹
- ソニー・ピクチャーズ エンタテインメント
- 東映
- 東京テアトル
- TOHOシネマズ
- 東宝
- 東宝東和
- 日活
- フラッグ
- WOWOW
- ワーナー ブラザース ジャパン